# Iwona Niewiadomska
Iwona Aneta Niewiadomska (ur. 1966) – polska prawnik, psycholog, doktor habilitowana nauk humanistycznych i profesor nadzwyczajny KUL.

## Biografia
Ukończyła studia magisterskie z psychologii oraz prawa na KUL. 13 czerwca 1996 uzyskała doktorat, a 10 czerwca 2008 habilitację z psychologii (specjalność: psychologia psychoprofilaktyki). Jest kierownikiem Podyplomowego Studium Profilaktyki i Terapii Uzależnienia od Narkotyków w KUL, a także pełnomocnikiem Rektora KUL ds. profilaktyki i spraw związanych z bezpieczeństwem. Od 2009 pełni funkcję kierownika Zakładu Psychologii Sądowej i Penitencjarnej w Instytucie Psychologii Stosowanej Uniwersytetu Jagiellońskiego.
W 2022 została odznaczona Złotym Krzyżem Zasługi.

## Publikacje
- Osobowościowe uwarunkowania skuteczności kary pozbawienia wolności. 2007 Lublin Wyd. KUL (s. 615)[3].
- Niewiadomska I. (2011). Zakorzenianie społeczne więźniów. Lublin Wyd. KUL (s. 219)[3].
- Niewiadomska I. (2013). AUCTORIO LIBERTAS. Model wczesnej interwencji socjalnej. Lublin Fundacja PAN (s. 239)[3].
- Zajkowski R., Niewiadomska I. (2013). Innowacyjne Programy Integralne Wczesnej Interwencji Socjalnej. Podręcznik narzędzi diagnostycznych. Lublin Drukarnia "ER-ART PLUS" (s. 103)[3].